# Meoto Iwa

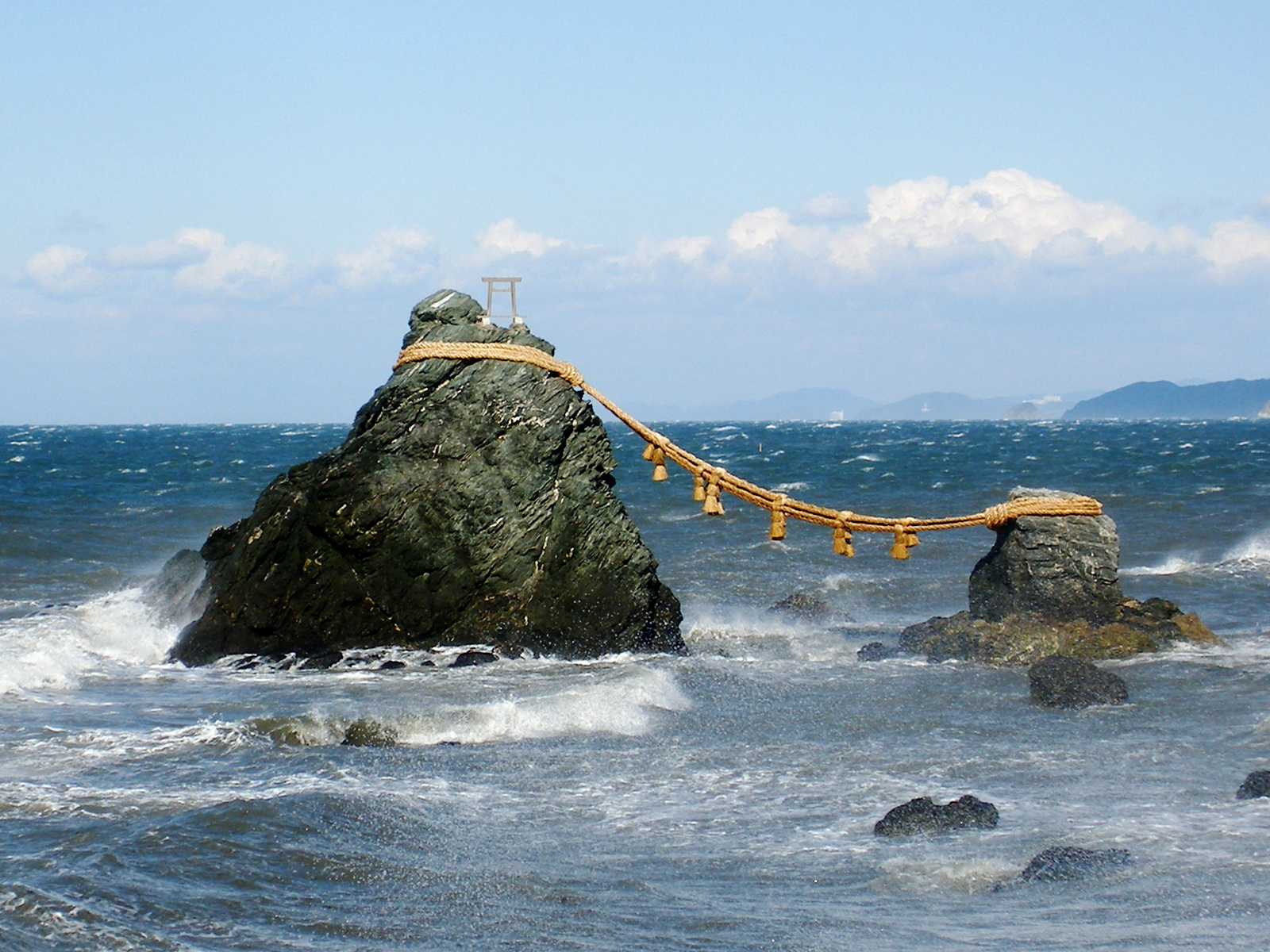
Meoto Iwa, le Rocce Marito e Moglie

Meoto Iwa (夫婦岩), o Rocce Marito e Moglie, sono due scogli situati sulla costa di Futami, prefettura di Mie (a sud di Nagoya).
Per la religione shintoista sono sacre e rappresentano l'unione delle due divinità creatrici del Giappone, Izanagi e Izanami, e, di riflesso, tutte le unioni tra uomo e donna.
Gli scogli sono uniti da una shimenawa, una corda sacra (che di solito viene usata intorno agli alberi) costituita di paglia di riso e del peso di oltre una tonnellata. La shimenawa viene sostituita una volta l'anno, il 5 gennaio, durante una cerimonia solenne.
La roccia più grande, il "Marito", ha inoltre sulla sommità un piccolo arco torii.
Il periodo migliore per ammirare i Meoto Iwa è l'estate, durante l'alba infatti si può osservare il Sole sorgere tra i due scogli. Nelle giornate chiare si può anche scorgere il Fujisan all'orizzonte.
I Meoto Iwa sono spesso rappresentati nelle immagini votive dell'arte popolare.